# American Splendor (film)
American Splendor är en amerikansk biografisk dramakomedifilm från 2003, skriven och regisserad av Shari Springer Berman och Robert Pulcini.
Filmen handlar om serieskaparen Harvey Pekars liv och är en hybrid mellan spelfilm, dokumentär och animerad film. Den är baserad på serietidningen med samma titel från 1976–2008, skriven av Pekar, och den grafiska romanen Our Cancer Year från 1994 skriven av Pekar och Joyce Brabner. I filmen spelas Pekar av Paul Giamatti och Brabner av Hope Davis.

## Rollista
- Paul Giamatti – Harvey Pekar
  - Daniel Tay – Harvey som ung
  - Donal Logue – skådespelaren Harvey
- Hope Davis – Joyce Brabner
  - Molly Shannon – skådespelaren Joyce
- Judah Friedlander – Toby Radloff
- James Urbaniak – Robert Crumb
- Harvey Pekar – sig själv
- Joyce Brabner – sig själv
- Toby Radloff – sig själv
- Earl Billings – Mr. Boats
- Maggie Moore – Alice Quinn
- James McCaffrey – Fred
- Madylin Sweeten – Danielle